# فصول الأباء (بيركي أفوت)

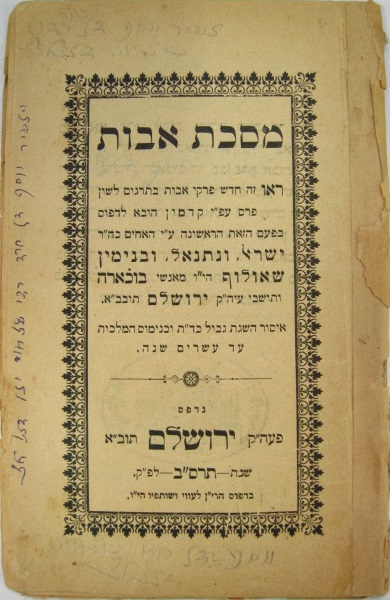
نسخة من كتاب "تفسير فصول الأباء" مطبوعة في بخاري ترجمة فارسية بالخط العبري يهودية فارسية

بيركي آفوت ( العبرية: פִּרְקֵי אָבוֹת, رومنة: بيركي ابوت, lit. 'فصول الآباء الأَوَّلُون' पصلي: ؛ نقحرة أيضًا إلى بيركي افوث أو بيركي افوسأو بيركي ابوث ، أو ابهوت )، عبارة عن مجموعة من التعاليم والأقوال المأثورة والمبادئ اللاهوتية والأخلاقية اليهودية من التقاليد اليهودية الحاخامية . هو جزء من الأدب الأخلاقي اليهودي التعليمي . بسبب محتواه، يُطلق عليه أحيانًا اسم أخلاق الآباء. يتألف كتاب "بيركي أفوت" من الرسالة الميشنائية الصغري " أفوت" ، هي الرسالة قبل الأخيرة في ترتيب نيزكين في المشناه ، بالإضافة إلى فصل إضافي واحد. يعتبر كتاب "أفوت" فريدًا من نوعه لأنه الرسالة الوحيدة من المشناه التي تتعامل فقط مع المبادئ الأخلاقية والمعنوية؛ وهناك القليل نسبيًا من الهالاخاه (القانون اليهودي) في كتاب "أفوت" .